# دونكي
دونكي هو شخصية خيالية لحمار ناطق من ابتكار وليام شتيج.وضعته مجلة إمباير في المرتبة 21 ضمن قائمتها لأفضل 50 شحصية كرتونية.